# 哈克駅
哈克駅（はこくえき）とは、中華人民共和国内モンゴル自治区フルンボイル市ハイラル区に位置する浜洲線の駅。

## 歴史
- 1901年　開業。

## 隣の駅
中華人民共和国鉄道部
浜洲線
扎泥河駅 - 哈克駅 - 西哈駅
座標: 北緯49度11分23秒 東経120度04分33秒 / 北緯49.1897度 東経120.0758度